# Thí nghiệm tưởng tượng

Ví dụ Con mèo của Schrödinger nổi tiếng (1935): Trạng thái sống hay chết của con mèo phụ thuộc vào một yếu tố ngẫu nhiên. Nó minh họa cho vấn đề của luận giải Copenhagen cho các đối tượng trong cuộc sống.

Thí nghiệm tưởng tượng là vận dụng trí tưởng tượng để thực hiện các thí nghiệm, trong đó sẽ xem xét một giả thiết, lý thuyết hay nguyên lý. Một thí nghiệm tưởng tượng không cần phải hiện thực hóa dù cho có thể hay không, mục tiêu của nó là đào móc các kết quả tiềm tàng trong nguyên lý của câu hỏi đưa ra.
Các thí nghiệm tưởng tượng nổi tiếng: Con mèo của Schrödinger trong một cái hộp kín và một mẩu phóng xạ minh họa cho bất định lượng tử, và con quỷ Maxwell, trong đó một tồn tại siêu nhiên tìm cách vi phạm định luật hai nhiệt động lực học.